# Hoesch (Familie)

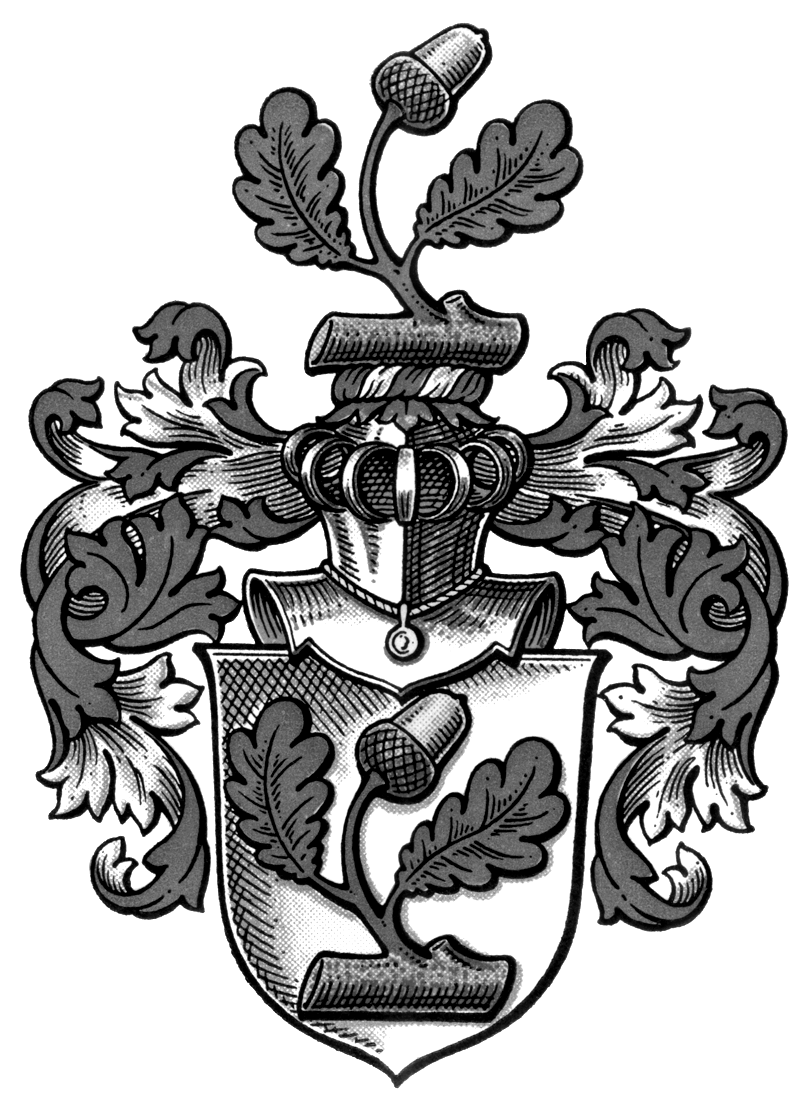
Wappen der Familie Hoesch

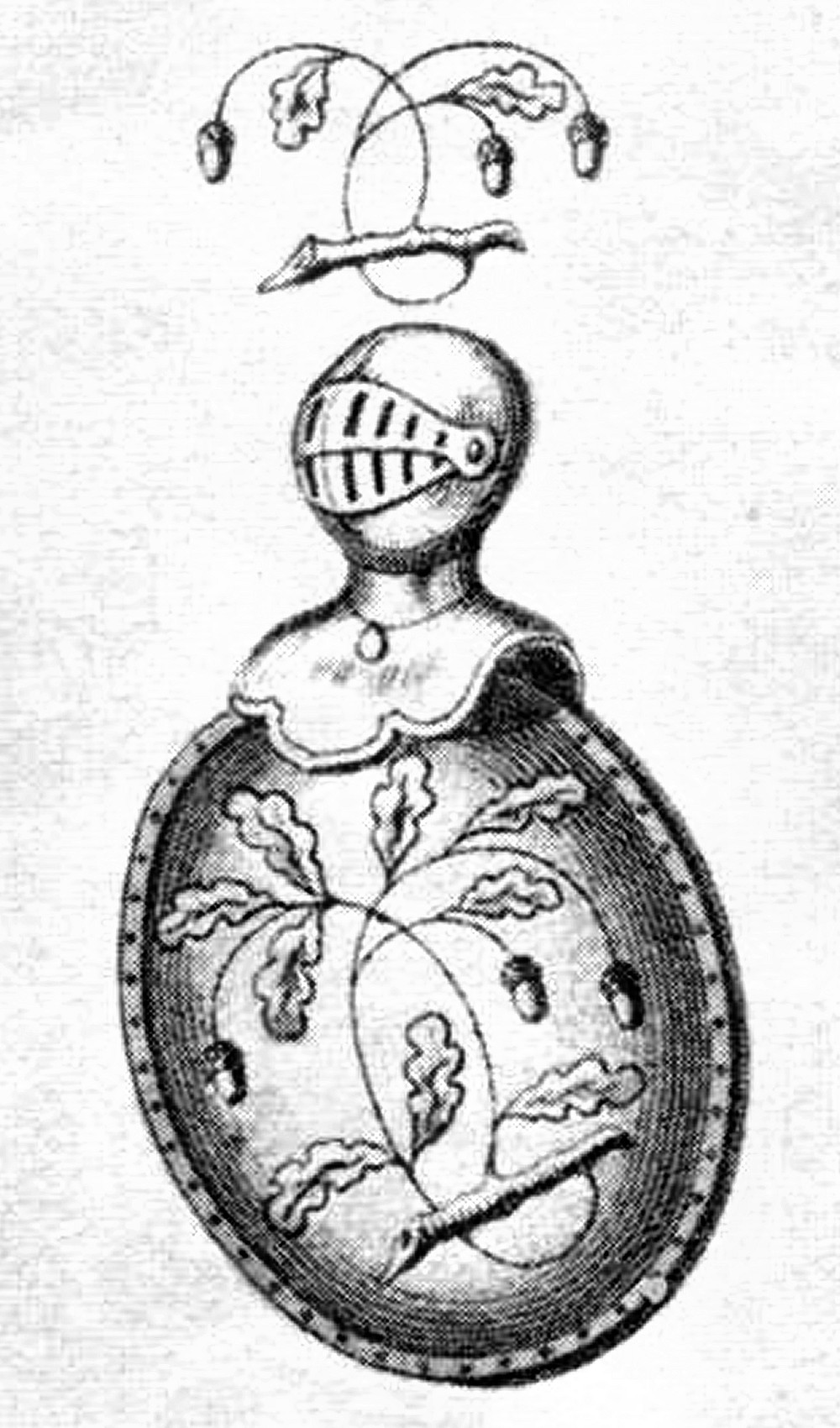
Wappen der Familie Hoesch

Die Familie Hoesch, in manchen alten Schriften auch Husche, Hoisch oder Huesch genannt, ist eine seit mehreren Jahrhunderten bestehende Unternehmerfamilie. Sie war vorwiegend in der Metallverarbeitung in den Räumen Aachen, Düren und Stolberg/Eschweiler sowie in Dortmund tätig. Ein bedeutender Zweig der Familie wird Heusch geschrieben. Beide Familienzweige gehen auf den gemeinsamen Stammvater Heinrich Hoesch († 1552) zurück.
Der Name Heusch/Huesch leitet sich von mittelniederländischen heufsch, heuvesch, hovesch ab und bedeutet etwa höfisch, hübsch oder höflich und bezeichnete zumeist Personen, die dem Hofe angehörten.
Im Kölner und Aachener Dialekt sowie in der holländischen Sprache wird das Adjektiv heusch noch heute angewendet.

## Ursprünge
Die Familie Hoesch, Heusch stammt ursprünglich aus dem Ort Kettenis im Eupener Land mit Stammsitz auf Schloss Libermé, aber auch mit Besitztümern in Walhorn, Dolhain und Baelen. Der älteste nachgewiesene Ahn ist Ende des 14. Jahrhunderts ein Husche de Libermé († vor 1403), dessen Sohn Hein Husche von Kettenis († um 1459) ebenso wie Hein Husches Sohn Mays (Bartholomäus) Hoesch von Libermé und Kettenis († um 1530) als Schöffen zu Walhorn genannt werden. Mays Hoesch wird zugleich auch als Lehnsmann des Aachener Münsters erwähnt, ebenso wie sein Sohn Hein Hoesch von Kettenis (1475–1552), der der gemeinsame Ahnherr aller sich nun verzweigenden und bis heute existierenden Linien der Familien Heusch/Hoesch ist.

## Zweig Peter Hoesch (Hoesch/Heusch)

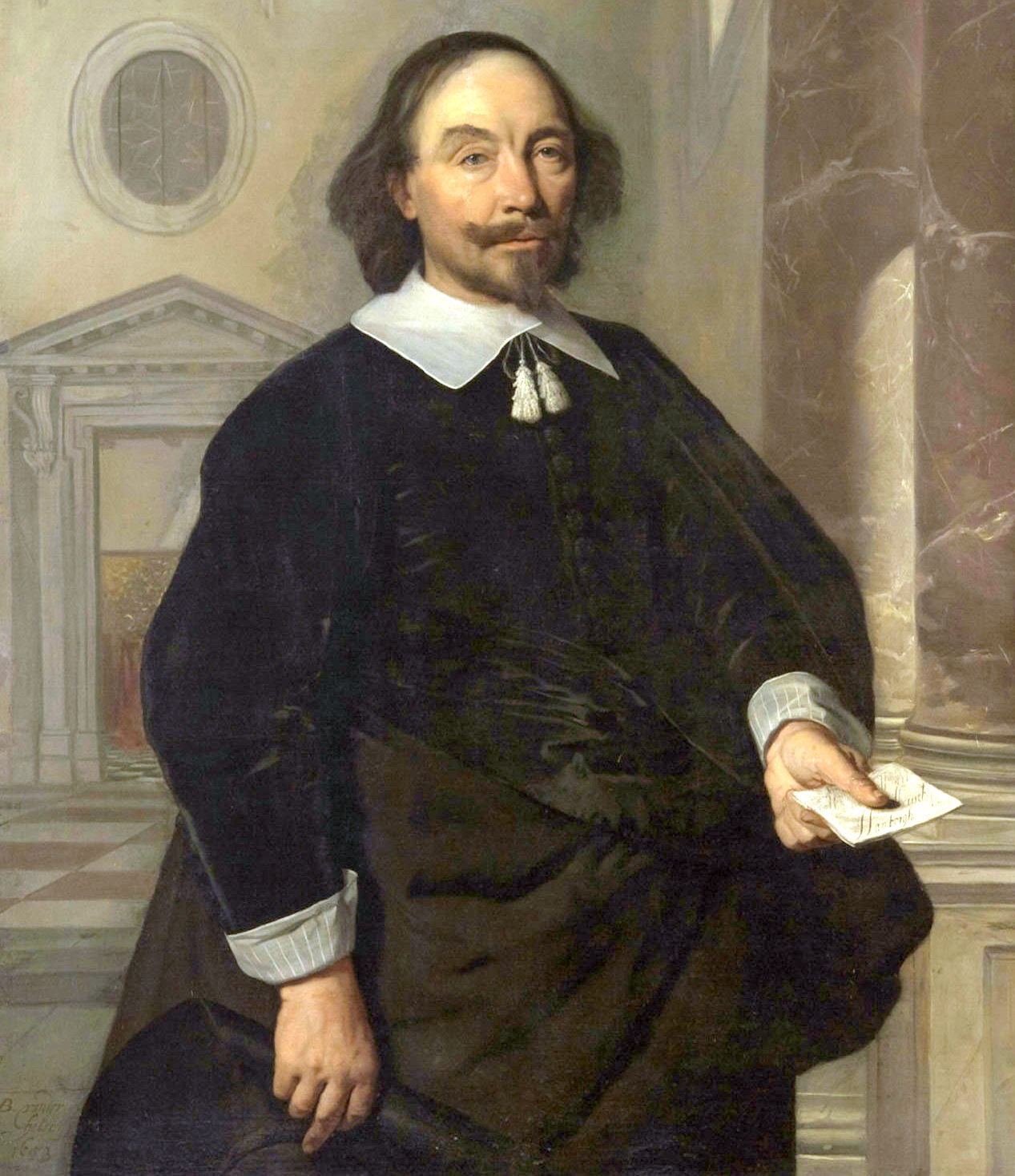
Michael Heusch, Hamburg

Hein Hoesch von Kettenis hatte sechs Söhne und vier Töchter. Sein ältester Sohn Peter Hoesch († vor 1561) verzog zunächst nach Zülpich, wo er zum Schöffen gewählt wurde, wechselte aber alsbald nach Antwerpen. Dessen beide Söhne Johann (1530–1580) und Michael (1533–1596) waren in Antwerpen erfolgreiche Kaufleute und heirateten auch dort. Deren jeweilige Kinder traten dem evangelischen Glauben bei, wodurch sie im überwiegend katholischen Antwerpen erhebliche berufliche und soziale Nachteile erlitten. Aus diesem Grunde verzogen diese daraufhin nach Hamburg bzw. nach Frankfurt am Main. Deren weitere Nachkommen nannten sich nun durchweg Heusch. In Hamburg machte ein gewisser Michael Heusch (1601–1684) auf sich aufmerksam, als er von 1665 bis 1667 zum Präsidenten der Handelskammer Hamburg gewählt wurde. Der Generalleutnant in italienischen Diensten, Nicola Heusch (1837–1902), welcher nach dem Sturz von Premierminister Antonio Starabba di Rudinì am 9. Mai 1898 das Kommando der in der Toskana stationierten Belagerungstruppen zur Unterdrückung der Maiunruhen übernommen hatte, ist ebenfalls ein Nachfahre dieser Hamburger Linie.

## Aachener Hauptzweig (Hoesch/Heusch)

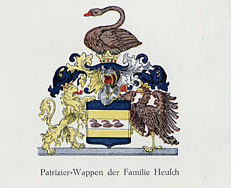
Wappen der Aachener Patrizierfamilie Heusch

Der zweite Sohn von Hein Hoesch von Kettenis, Bartholomäus Hoesch (1533–1596), Schöffe des hohen Gerichtshofes in Limbourg, ist der Begründer des weit verzweigten Aachener Hauptzweiges. Er nahm mit seiner Familie den evangelischen Glauben an, weswegen sie 1568 mit der Reichsacht belegt wurden. Doch nachdem sowohl Mays selbst als auch sein Sohn Hermann († 1582), welcher als Offizier im Heere von Wilhelm I. von Oranien-Nassau gedient hatte, wieder zum katholischen Glauben zurückgekehrt waren, wurden sie bereits 1574 restituiert. Seitdem sind deren weitere Nachfahren, die sich nun einheitlich Heusch nannten, mehrheitlich katholisch und bekleideten in Aachen ansehnliche Ämter.
Einer dieser Nachkommen war Aegidius Heusch (1629–1685), der als Erster aus diesem Familienzweig nach Aachen kam, wo er eine Stelle als Badearzt übernahm und Gründer der Hirsch-Apotheke, der zweitältesten Apotheke Aachens, wurde. Sowohl dessen Sohn Gerhard (1678–1759) als auch sein Enkel Franz Aegidius (1712–1780) wurden zum Stadtphysicus Aachens berufen. Ein Enkel von Franz Aegidius, Gerhard Heusch (1744–1829), übernahm 1784 das verfallene Schloss Rahe und ließ es aufwändig und repräsentativ renovieren.

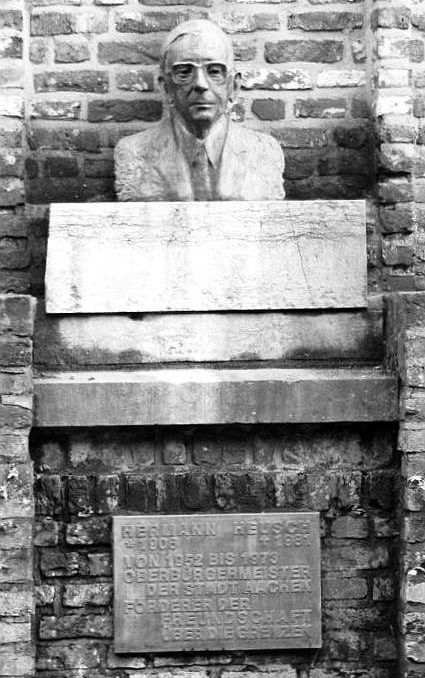
Denkmal Hermann Heusch, Oberbürgermeister Aachen

Mit dessen Enkel August (1807–1875) begann schließlich eine erfolgreiche Zeit als Nadel- und Kratzenfabrikanten. Im Jahre 1825 gründete er die erste und damit die älteste Aachener Kratzenfabrik, die zunächst unter dem Namen August Heusch & Kern, später unter August Heusch & Söhne firmierte und ihren Sitz ab 1861 in das Wylre’sche Haus in Aachen verlegte. Dieses wird deshalb zuweilen auch Palais Heusch genannt und befindet sich noch heute in Familienbesitz. Der letzte bedeutende und bekannte Vertreter dieser Linie ist der Urenkel von August Heusch, der ehemalige Aachener Oberbürgermeister Hermann Heusch. Nach dessen Tod wurde das erhaltene und unter Denkmalschutz stehende Vorderhaus im Jahre 1996 innerhalb der Familie meistbietend versteigert und befindet sich auch heute noch in Familienbesitz. Die Kratzenfabrik einschließlich Anlagen und Achterhaus waren bereits Jahre zuvor aufgegeben worden.
Ein Vetter zweiten Grades von August Heusch, Severin Heusch (1827–1873), begann im Jahr 1859 zusammen mit dem Schlosser Wilhelm Oebel Tuchscherermesser auf maschinellem Wege herzustellen. Mit dieser Innovation war ihr Unternehmen die erste Tuchscherermesserfabrik Deutschlands, aus dem heutzutage das führende Spezialunternehmen für Hochleistungsmesser und Schersysteme Heusch GmbH & Co. KG geworden ist.
Die Neffen und Großneffen von August Heusch stiegen ebenfalls in die Nadelfabrikation ein und gründeten nach dem Ankauf der ehemaligen Nadelfabrik von Laurenz Jecker die Nadelfabrik Heusch & Butenberg, welche später in Hugo Heusch & Co. umfirmierte und die ab 1908 ihre Fabrikation und ihren Sitz in der von Rudolf Lochner übernommenen und liquidierten Tuchfabrik Lochner am Karlsgraben in Aachen hatte. Im Jahr 1955 floss dieses Unternehmen in die Rheinische Nadelfabrik AG ein.

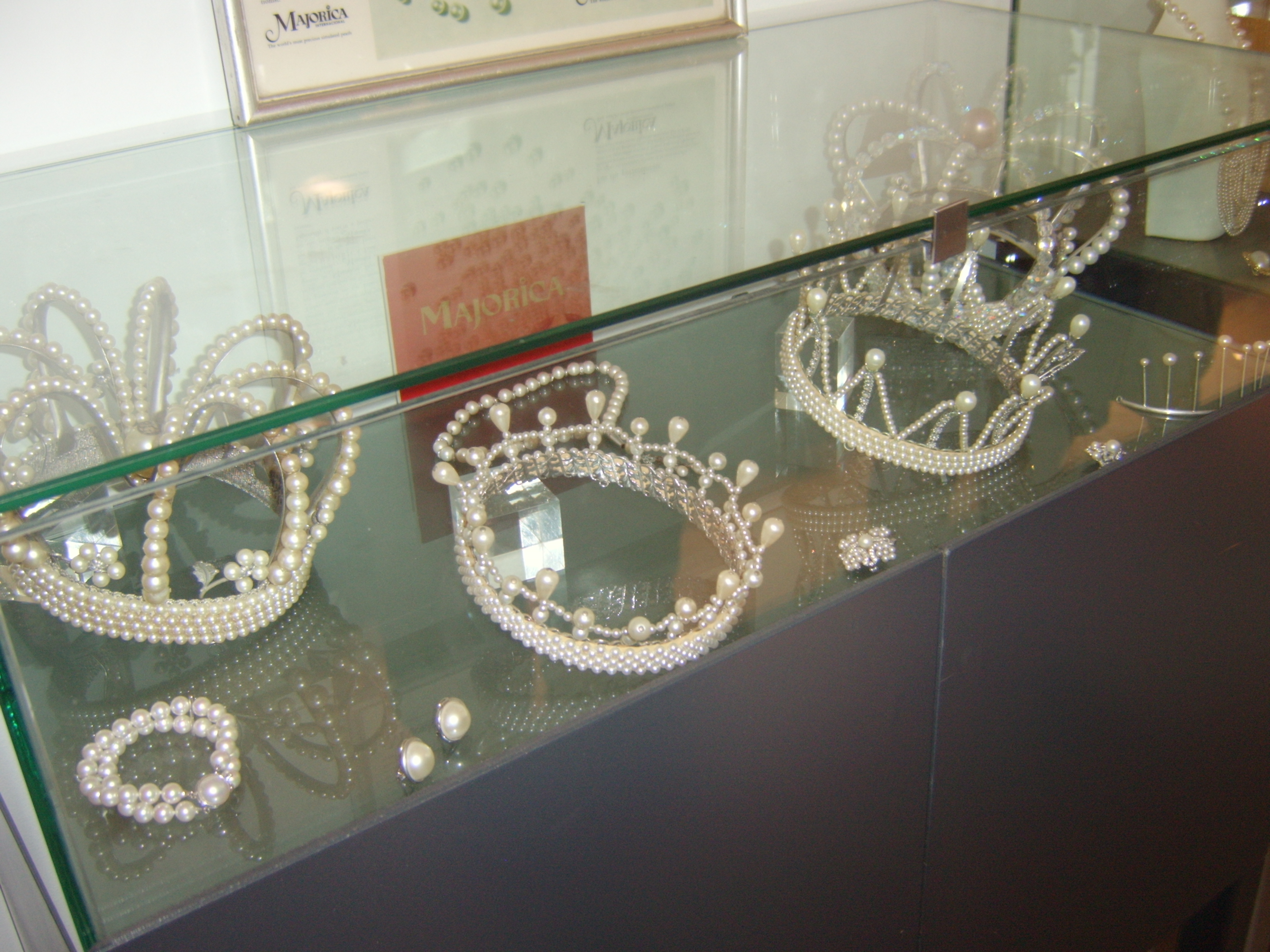
Majorica-Perlen der Firma Heusch

Mit Eduard Friedrich Hugo Heusch (1865–1937) begann darüber hinaus eine erfolgreiche Unternehmertätigkeit der Familie in Spanien. Im Jahre 1902 gründete dieser in Barcelona zunächst die Nadelfabrik La Metalurgica Espanola, die bis zur Schließung 1978 in Familienbesitz blieb, sowie zwei Jahre später in Manacor auf Mallorca die edle mallorquinische Kunstperlenfabrik Industria Espanola de Perlas Imitacion S. A., die sein Sohn Alberto Carlos (1932–2007) im Jahre 1997 in die Alpha Invest Holding überführte.

## Stolberger Hauptzweig (Hoesch)
Der fünfte Sohn von Hein Hoesch, Lenert alias Leonard Hoesch (1525–1582) verkaufte um 1560 seine Besitztümer in Kettenis und zog nach Aachen, wo er die Bürgerrechte erhielt. Da auch er bereits dem evangelischen Glauben beigetreten war, wurde er ebenfalls 1569 verbannt. Nach einer vorübergehenden Tätigkeit als Baumeister in Frankenthal, kehrte er in einer Phase, in der der evangelischen Minderheit mehr Rechte zugestanden wurde, zunächst wieder nach Aachen zurück. Über seinem Sohn Jeremias I. (1568–1643) begründet sich dann der bis in die Neuzeit erfolgreiche Zweig der Eisen- und Stahlindustriellen der Familie, die mehrheitlich evangelisch geblieben ist und die Namensform Hoesch und auch einheitlich mit dem Umlaut oe beibehalten hat.

### Kupfermeister

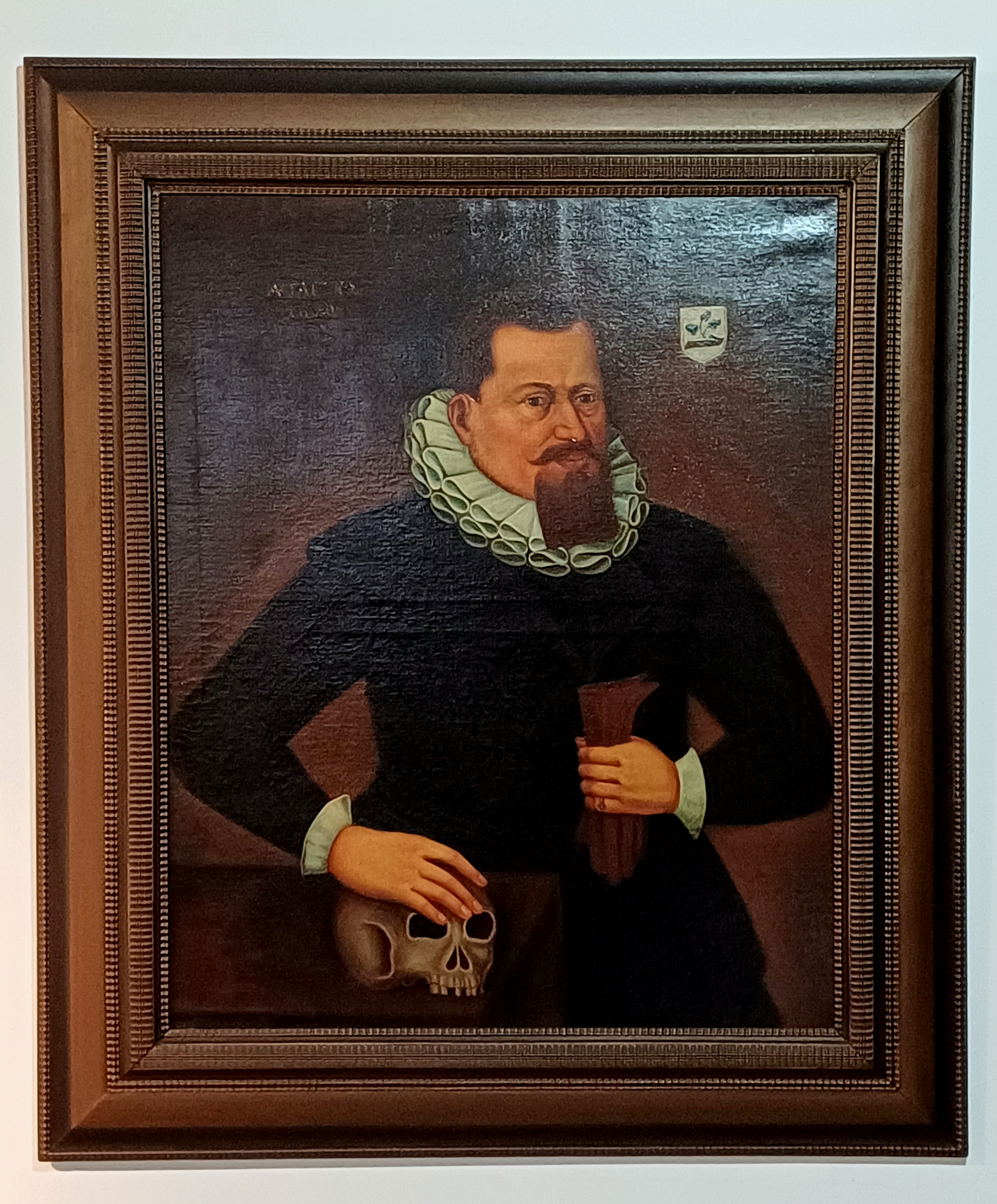
Jeremias I. Hoesch

Jeremias I., später auch der Ältere genannt, war Mitglied der evangelischen Gemeinde Aachens, hatte das Handwerk des Kupfermeisters erlernt und heiratete in die Aachener Kupfermeisterfamilie Hansen ein. Er sah sich jedoch, wie bereits zuvor schon die Kupfermeister-Familien Peltzer, Schleicher, Amya und andere, gezwungen, auf Grund der Benachteiligungen und Nachstellungen der wieder aufkeimenden Aachener Religionsunruhen auf Dauer ins benachbarte Stolberg auszuwandern, wo er um 1610 zunächst den Kupferhof Alte Krautlade übernahm. In den Folgegenerationen gehörten den Hoeschs hier zeitweise auch die Östlinger Mühlen auf dem Kupferhof Unterster Hof sowie die Ellermühle.

### Reitmeister
Mit seinem Sohn Jeremias II., der Jüngere begann der eigentliche Aufstieg der Familie in der Eisenverarbeitung. Er wurde Reitmeister in Vicht und konzentrierte die Holzkohlenrechte anderer Reitwerke am Junkershammer, den er zum modernsten Betrieb im Herzogtum Jülich ausbaute. Seine Frau Katharina Prym (1610–1681) errichtete für ihre Söhne Jeremias III. (1641–1716) und Wilhelm (1642–1704) im Jahre 1664 den Platenhammer. Dessen anfangs gemeinsame Nutzung führte allerdings in der Folge zu Streit und zu einer Teilung in eine Junkershammer- und Platenhammer-Linie der Hoeschs.
Die Junkershammer-Linie, Nachkommen von Jeremias III., betrieb ihre Reitwerke noch fünf Generationen bis 1869 weiter. In jenem Jahr wurde als letztes Reitwerk am Vichtbach der Junkershammer stillgelegt, nachdem der Versuch des letzten Reitmeisters dieser Linie, Henri Hoeschs III. (1800–1879), den Junkershammer auf Koks umzustellen, am Widerstand seines Teilhabers Jeremias Reidt gescheitert war. Der Junkershammer blieb allerdings auch nach der Stilllegung im Besitz der Familie Hoesch. Henri Hoesch betrieb ferner noch die Schevenhütte bis zu ihrer Schließung 1870. Zu dieser Junkershammer-Linie zählt unter anderem auch der Enkel von Jeremias III., der spätere Staatsmann und Diplomat sowie Montanunternehmer Matthias Gerhard von Hoesch, der wieder zum Katholizismus konvertiert ist und 1744 in den Reichsfreiherrenstand erhoben wurde.
Die Söhne von Wilhelm Hoesch, Leonard (1684–1761) und Philipp Wilhelm (1686–1756) errichteten 1724 in unmittelbarer Nähe des Platenhammers den Neuenhammer, der mit dem Platenhammer eine Einheit bildete und als erweiterte Hofanlage gemeinschaftlich betrieben wurde. Der Neuenhammer wurde nur bis zu Beginn des 18. Jahrhunderts von den Nachkommen des Leonhard geführt, wogegen der Platenhammer bei den Nachkommen von Philipp Wilhelm verblieb und später auch zur Messingverarbeitung genutzt wurde. Nach dem Tod des letzten Besitzers, Johann Philipp II. Hoesch (1834–1885), wurde er verkauft.
Die stetige Zersplitterung der Familienbesitze und die daraus folgende verschärfte Konkurrenz um Wasser- und Holzkohlenrechte, die auch die Kupfermeister erfolgreich beanspruchten, führten schließlich zur teilweisen Abwanderung von Familienmitgliedern aus dem Vichttal. Dies zeigt sich besonders deutlich bei den Söhnen des letztgenannten Leonhard Hoeschs, ab denen sich die Dürener Linie in vier Hauptäste aufspaltete: Johann Peter (1723–1785) zog es nach Moers, Hugo Ludolf (1727–1790) übernahm die väterlichen Betriebe in Düren-Schneidhausen, Johann Heinrich (1732–1788) zog nach Dadenberg, einem Lehnhof bei Lamersdorf/Inden (Rheinland) und Jeremias IV. Hoesch (1737–1803) verblieb auf dem Neuenhammer. Manche heirateten in Eifeler Reitmeisterfamilien im Kalltal und Schleidener Tal (heute westlicher Kreis Euskirchen) ein. Von unternehmerischer Bedeutung sollten aber diejenigen Familienmitglieder werden, die nach Düren verzogen.

### Eisenfabrikanten

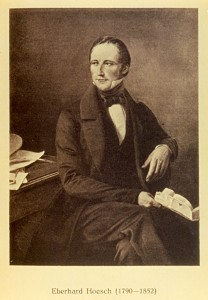
Eberhard Hoesch

Besagter Leonhard Hoesch errichtete 1742 in Schneidhausen ein Hüttenwerk sowie ein angeschlossenes Herrenhaus, Haus Schneidhausen genannt. Die Anlage wurde 1772 durch seinen Sohn Hugo Ludolf noch um eine Papierfabrik und Ölmühle erweitert. Aus dem Hüttenbetrieb ging die heutige Badewannenfabrik Hoesch Design GmbH hervor, das zu den größten Badewannenhersteller Europas zählt.
Eberhard Hoesch, senior (1790–1852), ein Enkel des Schneidhauseners Hugo Ludolf, erwarb im Jahre 1819 zusammen mit seinem Bruder Wilhelm (1791–1831), die beide bis dahin zwei Hüttenwerke bei Monschau betrieben hatten und als Gebrüder Eberhard und Wilhelm Hoesch auch die bestehenden Werke in Krauthausen, Schneidhausen, Zweifall und Simonskall leiteten, die zu jener Zeit noch nicht bedeutende Eisenhütte in Düren-Lendersdorf, die der Grundstein für den späteren Weltkonzern der Hoeschs wurde. Eberhard konnte dieses Unternehmen durch die Einführung des englischen Puddelverfahrens zur Eisen- und Stahlgewinnung erheblich ausbauen. Nachdem später auch drei seine Söhne in das Unternehmen einstiegen, firmierte Hoesch seine Unternehmen im Jahre 1846 um in Eberhard Hoesch & Söhne, zu dem dann noch das neue Werk in Eschweiler hinzukam. Die Hütte in Lendersdorf selbst wurde später in der zweiten Hälfte des 20. Jahrhunderts geschlossen.

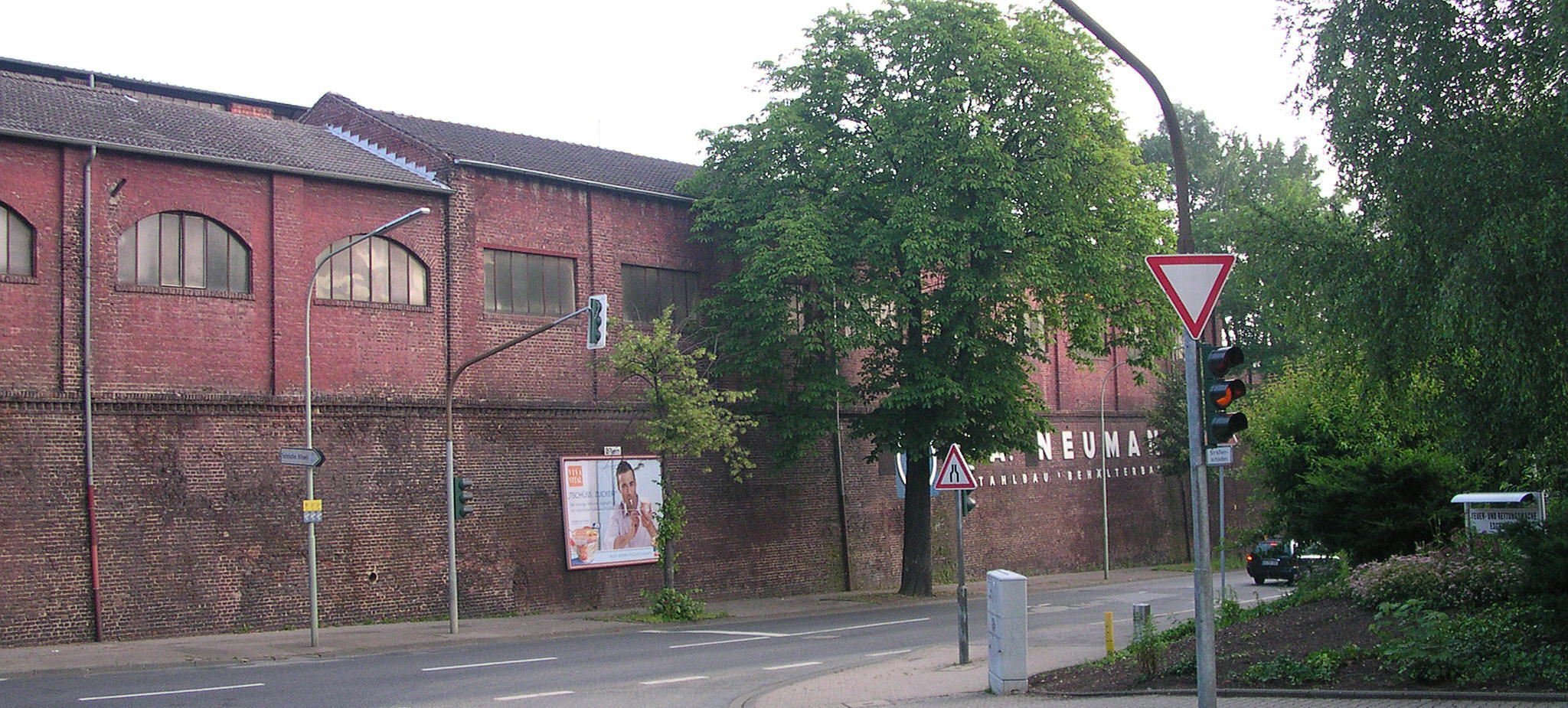
Werk am Sticher Berg

Darüber hinaus gründete Eberhard Hoesch senior im Jahr 1846 als Hoesch & Söhne am Sticher Berg in Eschweiler ein Puddlings- und Walzwerk mit drei Hochöfen, zehn Puddelöfen und drei Schmelzöfen für bis zu 600 Arbeiter. Neben dem Lendersdorfer Betrieb wurde das Werk am Sticher Berg der zweite Standort zur Herstellung von Eisenbahnschienen. Etwa zeitgleich wurde Eschweiler ans Schienennetz angeschlossen und der benachbarte Eschweiler Hauptbahnhof 1841 errichtet. Nach der Verlegung nach Dortmund ab 1871 übernahm das Aachener Unternehmen F. A. Neuman am 13. Mai 1887 das Betriebsgelände am Eschweiler Stich, dessen offizieller Sitz es seit 1897 ist.

### Montanindustrielle

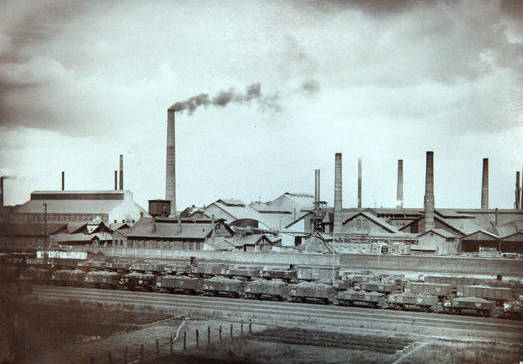
Ansicht der Westfalenhütte um 1896

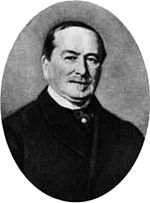
Leopold Hoesch, Düren – Dortmund

Leopold Hoesch (1820–1899), Sohn von Eberhards Bruder Wilhelm, wurde nach dem Tode seines Onkels Eberhard das neue, maßgebende Oberhaupt der Familie und Leiter der Familienunternehmen. In den 1860er Jahren wurden durch Umstellung auf das Bessemerverfahren phosphor- und schwefelarme Eisenerze nötig. Damit drohten die bisherigen Hoeschwerke wegen ihrer schlechten Verkehrslage unrentabel zu werden. Hoesch verlegte daher den Hauptsitz des Unternehmens ins Ruhrgebiet, um so von günstigen Frachtkosten und der Nähe zu den Kohlegruben zu profitieren. Zusammen mit seinen Söhnen Wilhelm (1845–1923) und Albert (1847–1898), sowie mit Eberhards Söhnen, Viktor (1824–1888) und Eberhard Hoesch, jun. (1827–1907), gründete er am 1. September 1871 mit der Errichtung der Westfalenhütte das Eisen- und Stahlwerk Hoesch in Dortmund, das zwei Jahre später zur Hoesch AG umfirmierte. Im Jahre 1991 wurde die Hoesch AG im Zuge einer feindlichen Übernahme von der damaligen Friedrich Krupp AG aufgekauft.
Unter den so genannten Hoeschianern entstand im Laufe der Zeit der Begriff Karl Hoesch, eine liebevoll gemeinte Respekterklärung, die als Idiom besonders für alles steht, was mit dem Stahlunternehmen Hoesch AG zu tun hat.

### Weitere Unternehmungen (Auswahl)
Anstelle der Papierfabrik in Schneidhausen, die auf Dauer keinen Bestand hatte, erwarb Ludolf Matthias Hoesch (1788–1859), der ältere Bruder von Eberhard und Wilhelm Hoesch in Lendersdorf, die Papierfabrik in Krauthausen sowie 1829 noch die Konzession zum Bau der Papiermühle Friedenau in Niederau, einem Nachbarort von Kreuzau und war damit der erste in der Familie, der sich ausschließlich der Papierherstellung widmete. Mehr als drei Generationen lang wurden diese Werke in unterschiedlicher Firmierung noch an seine Nachkommen weitervererbt und waren über viel Jahrzehnte trotz der mehrfach vorhandenen Konkurrenz in der Umgebung, vor allem durch den nahen Schoellershammer, ein bedeutender Wirtschaftsfaktor. Die meisten Werke mussten später schließen oder wurden übernommen und lediglich die heute unter dem Namen Niederauer Mühle bekannte Papierfabrik existiert noch und gilt als ein führender Anbieter weiß gedeckter Wellpappenrohpapiere für die Verpackungsindustrie.
Ein Großneffe seines Vaters Eberhard (1756–1811) und Enkel dessen jüngsten Bruders Jeremias Ludolf Hoesch (1774–1842), Hugo Hoesch (1859–1912), stieg zunächst als Werksleiter und späterer Teilhaber in die von Felix Heinrich Schoeller und Georg Schultz gegründete Zellulosefabrik Schultz & Cie. in Gernsbach ein. Diese Fabrik mit Schwerpunkten auf die Produktion von Zigaretten- und später Teebeutelpapier wurde 1905 in Schoeller & Hoesch umbenannt, verblieb noch zwei Generationen ausschließlich im Besitz der Familie Hoesch und wurde 1998 durch den amerikanischen Hersteller Glatfelter GmbH & Co KG übernommen.
Mit Emil Hoesch (1859–1928) war ein weiteres Mitglied dieser Linie als Papierfabrikant tätig. Er gründete unter anderem zusammen mit dem Holzschliffhersteller Fritz Klagges die Papierfabrik Kabel bei Hagen und baute diese durch weitere Firmenübernahmen aus. Sein Sohn Hans Eberhard (1891–1972) übernahm das Unternehmen, musste es aber 1959 an den Feldmühle-Konzern verkaufen. Heute zählt es zur skandinavischen Stora Enso-Gruppe.
Ein weiterer Sohn des Leopold Hoeschs, Hugo von Hoesch (1850–1916), zog es ebenfalls in die Papierindustrie. Er übernahm unter anderem eine von seinem Vater 1876 ersteigerte Papierfabrik im sächsischen Königstein, die er zu einer der modernsten Papierfabriken Deutschlands ausbaute. Darüber hinaus wurde Hoesch zum Mitglied auf Lebenszeit der I. Kammer des Sächsischen Landtags ernannt und erhielt 1912 den erblichen Adelstitel zuerkannt. Dessen Sohn Leopold von Hoesch durchlief eine Laufbahn als Staatsbeamter und wurde Botschafter in Paris und London.
Ein Nachkomme der auf den Lehnhof nach Inden verzogenen Linie, Julius Hoesch (1832–1896), gründete 1865 in Düren-Hoven die Julius Hoesch GmbH & Co. KG, eines der größten noch heute bestehenden Großhandelsunternehmen für Chemikalien.

## Kulturelles und soziales Engagement
Entsprechend ihrer herausragenden Stellung setzte sich die Familie an ihren jeweiligen Standorten immer wieder für vielfache soziale und kulturelle Projekte ein, deren bedeutendste hier exemplarisch kurz angeführt werden.
Der Dürener Fabrikant Eberhard Hoesch jun. stellte 500.000 Mark für den Neubau des Stadttheaters Düren zur Verfügung, dessen Grundsteinlegung 1905 erfolgte und im Januar 1907 eingeweiht wurde. Seine Frau Agnes Hoesch, geborene Pfeifer (1839–1903), war Vorsitzende des Dürener Frauenvereins und stiftete großzügige Summen zur Errichtung eines Spiel- und Festsaales und zum Bau von Arbeiterwohnungen.

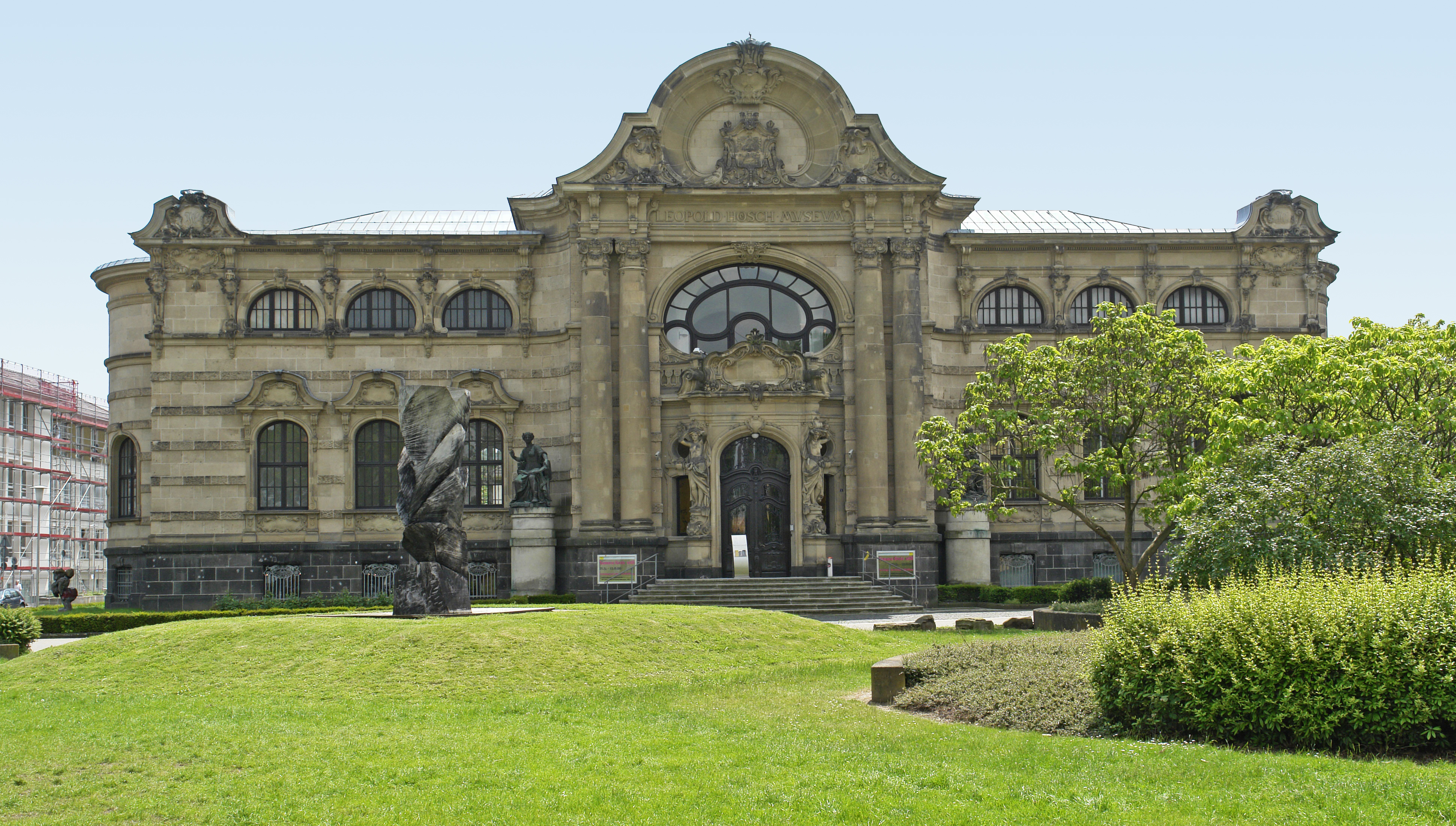
Leopold-Hoesch-Museum Düren

Die Gründung des Leopold-Hoesch-Museums geht auf Leopolds Sohn Wilhelm Hoesch zurück, der der Stadt Düren nach dem Tod des Familienvaters im Jahre 1899 den Betrag von 300.000 Mark für die Errichtung eines Kunstmuseums zur Verfügung stellte, welches schließlich 1905 eingeweiht werden konnte.
Bereits wenige Jahre nach Gründung der Hoesch AG veranlasste Leopold Hoesch die Gründung einer Betriebskrankenkasse, der BKK Hoesch. Weiterhin wurde mit Unterstützung des Vorstandes von den Mitarbeitern der Hoesch AG noch vor dem Zweiten Weltkrieg die Vorsorgekasse Hoesch als Sterbegeldkasse gegründet. Darüber hinaus unterstützte die Hoesch AG im Jahre 1930 die Gründung eines werkseigenen Sportvereins und ab 1938 den Ausbau einer großflächigen Parkanlage mit Sportanlagen und Freizeiteinrichtungen, dem heute zur Stadt Dortmund gehörenden Hoeschpark. Ebenfalls getragen vom Vorstand dieses Unternehmens wurde 1989 von ehemaligen Mitarbeitern der Firma und der Bürgerschaft das Hoesch-Museum in Dortmund als Museum für Kunst und Kulturgeschichte der Stiftung Westfälisches Wirtschaftsarchiv und als Stätte der Erinnerung an die Unternehmens- und Stadtgeschichte eingerichtet.
Die in Gernsbach tätigen Papierfabrikanten der Familie Hoesch gründeten 1955 die Kulturgemeinde Gernsbach und setzen sich seitdem in verantwortlicher Position für ein vielfältiges und anspruchsvolles Kulturleben in der Region ein.
Die in Hagen tätigen Familienmitglieder, insbesondere Hans Eberhard Hoesch, gründeten die Kabeler Kammermusikreihe und wurden durch ihre Sponsorentätigkeit zu einem wichtigen Wegbereiter für eine Historische Aufführungspraxis der Klassischen Musik.
Zu ihrer Erinnerung wurden neben den persönlichen Ehrungen zahlreiche Straßen, öffentliche Plätze, Anlagen und Einrichtungen an ihren jeweiligen Wirkungsorten nach dem Namen des betreffenden verdienstvollen Familienangehörigen benannt.

## Bedeutende Persönlichkeiten (Auswahl)
Aachener Linie (Heusch)
- Albert Heusch (1868–1944), Kratzenfabrikant und Zentrumspolitiker und Mitglied des Rheinischen Provinziallandtages
- Eduard Friedrich Hugo Heusch (1865–1937), Ingenieur und Unternehmer, Gründer der spanischen Unternehmen der Familie
- Gerd Heusch (1903–1984), Sohn von Albert Heusch, Rechtsanwalt, Unternehmer und Präsident von Alemannia Aachen
- Gerd Heusch (* 1955), Mediziner, von 1989 bis 2024 Universitätsprofessor und Direktor des Instituts für Pathophysiologie am Universitätsklinikum Essen
- Hermann Heusch (1906–1981), Sohn von Albert Heusch, Oberbürgermeister der Stadt Aachen und Mitbegründer der Karlspreises der Stadt Aachen, Ehrenbürger der Stadt Aachen und der RWTH Aachen
- Karl Heusch (1894–1986), Urologe
- Nicola Heusch (1837–1902), italienischer General und Nachkomme der Aachen-Antwerpener-Hamburger Linie
- Paolo Heusch (1924–1982), italienischer Filmregisseur und Nachkomme des Generals Nicola Heusch
- Peter Heusch (1938–2014), Schauspieler, Regisseur, Rundfunkautor, Hörspielsprecher und Synchronsprecher.
- Severin Heusch (1827–1873), Begründer der ältesten deutschen Tuchscherermesserfabrik

Stolberger Linie (Hoesch)
- Jeremias Hoesch (1610–1653), Erster Eisenindustrieller der Familie
- Matthias Gerhard von Hoesch (1698–1784), Urenkel von Jeremias, Staatsmann und Diplomat in kurkölner, kaiserlichen und kurbayerischen Diensten sowie Montanunternehmer im Raum Warstein.

Folgende Personen sind zum besseren Verständnis des Textes genealogisch sortiert
- Ludolf Matthias Hoesch (1788–1859), Eisen- und Papierindustrieller in Düren-Schneidhausen
- Eberhard Hoesch (Industrieller, 1790) (1790–1852), Eisenindustrieller in Monschau, Düren-Lendersdorf und Eschweiler
  - Gustav Hoesch (1818–1885), Hütten- und Bergwerksbesitzer sowie Eisenfabrikant in Lendersdorf
  - Viktor Hoesch (1824–1888), Eisenfabrikant in Lendersdorf und Mitbegründer der Hoesch AG
  - Eberhard Hoesch (Industrieller, 1827) (1827–1907), Eisenfabrikant in Lendersdorf und Eschweiler, Mitbegründer der Hoesch AG, Mäzen der Stadt Düren
- Wilhelm Hoesch (1791–1831), Bergwerks- und Hüttenbesitzer, Eisenfabrikant Düren
  - Leopold Hoesch (1820–1899), Montanindustrieller, Kgl preuß. Geheimer Kommerzienrat, Gründer der Hoesch AG
    - Wilhelm Hoesch (1845–1923), Montanindustrieller, ab 1899 Alleininhaber der Hoesch AG, Geheimer Kommerzienrat
    - Albert Hoesch (1847–1898), Montanindustrieller, Erster Leiter der Hoesch AG, italienischer Konsul
    - Hugo von Hoesch (1850–1916), Papierfabrikant, Kgl. sächsischer Kommerzienrat, Mitglied der I. Kammer des sächsischen Landtages, 1912 in den Adelsstand erhoben
      - Leopold von Hoesch (1881–1936), Jurist, deutscher Botschafter in Paris und London

Weitere Familienmitglieder
- Agnes Hoesch, geb. Pfeifer (1839–1903), Ehefrau des oben genannten Eisenfabrikanten und Dürener Mäzens Eberhard Hoesch (Industrieller, 1827); verdienstvolle Stifterin für die Stadt Düren
- Felix Hoesch (1866–1933), Landwirt und Gutsbesitzer in Sachsen sowie Mitglied des Preußischen Abgeordnetenhauses und des Deutschen Reichstags
- Kurt Hoesch (1882–1932), Chemiker, Urenkel von Ludolf Matthias Hoesch
- Leopold Hoesch (* 1969), Filmproduzent und Emmy-Preisträger sowie Gründer der Filmproduktion Broadview TV GmbH
- Udo Hoesch (1892–1968), technischer Leiter von Schoeller & Hoesch in Gernsbach